# Allas Sea Pool
Allas Sea Pool (allas = bassäng) är ett havsbad på Skatudden, i centrala Helsingfors, etablerat av Helsinki Allas Oy. Anläggningen i sin helhet öppnade den 1 september 2016 och har öppet året runt, alla dagar förutom vissa storhelger, från tidig morgon till sen kväll.
Ovanpå havet finns ett stort bryggområde på pontoner, med tre flytande bassänger – en 25-metersbassäng med uppvärmt sötvatten, en mindre barnbassäng och en 25-metersbassäng med filtrerat, renat havsvatten, som leds till bassängen från ett havsområde en bit bortom Skatudden. Bryggområdet omfattar sammanlagt 2 800 m². I en byggnad på 1 350 m² finns tre bastur med havsutsikt, duschar, omklädningsrum, ett kafé med 200 platser, en restaurang med 200 platser, en seminarielokal och en biljettförsäljningslokal.
Badanläggningen omfattar också ett nytt Östersjöcenter med akvarier, informationstavlor och ett auditorium. Byggnadens tak nyttjas som en stor uteservering med upp till 700 sittplatser. I området finns vidare en gräsplan på 1 000 m² och en sandstrand på 1 700 m² för solbad, motion och evenemang.
Byggnaden har ritats av Pekka Pakkanen på Huttunen Lipasti Pakkanen Arkkitehdit. Anläggningen har initierats av Raoul Grünstein och drivs av företaget Pool Helsinki Oy.
En av bassängerna byggdes vid Western Shipyard Oy:s varv i Salo, och bogserades till Skatudden sjövägen, vilket tog nästan ett dygn. Vintertid täcks de uppvärmda sötvattenbassängerna med ett tak. Havsvattenbassängen används då som en isvak. 

## Historik
Etableringen av ett havsbad på Skatudden, i ett område som upptogs av en parkeringsplats, började diskuteras redan 2006. Allas Sea Pool fick bygglov i augusti 2015. Projektet finansierades bland annat med ett lån om sammanlagt tre miljoner euro från Helsingfors stad, Finnvera och Tekes. Genom gräsrotsfinansiering fick projektet in över 810 000 euro. Över 400 personer bidrog till insamlingen. 

## Bildgalleri

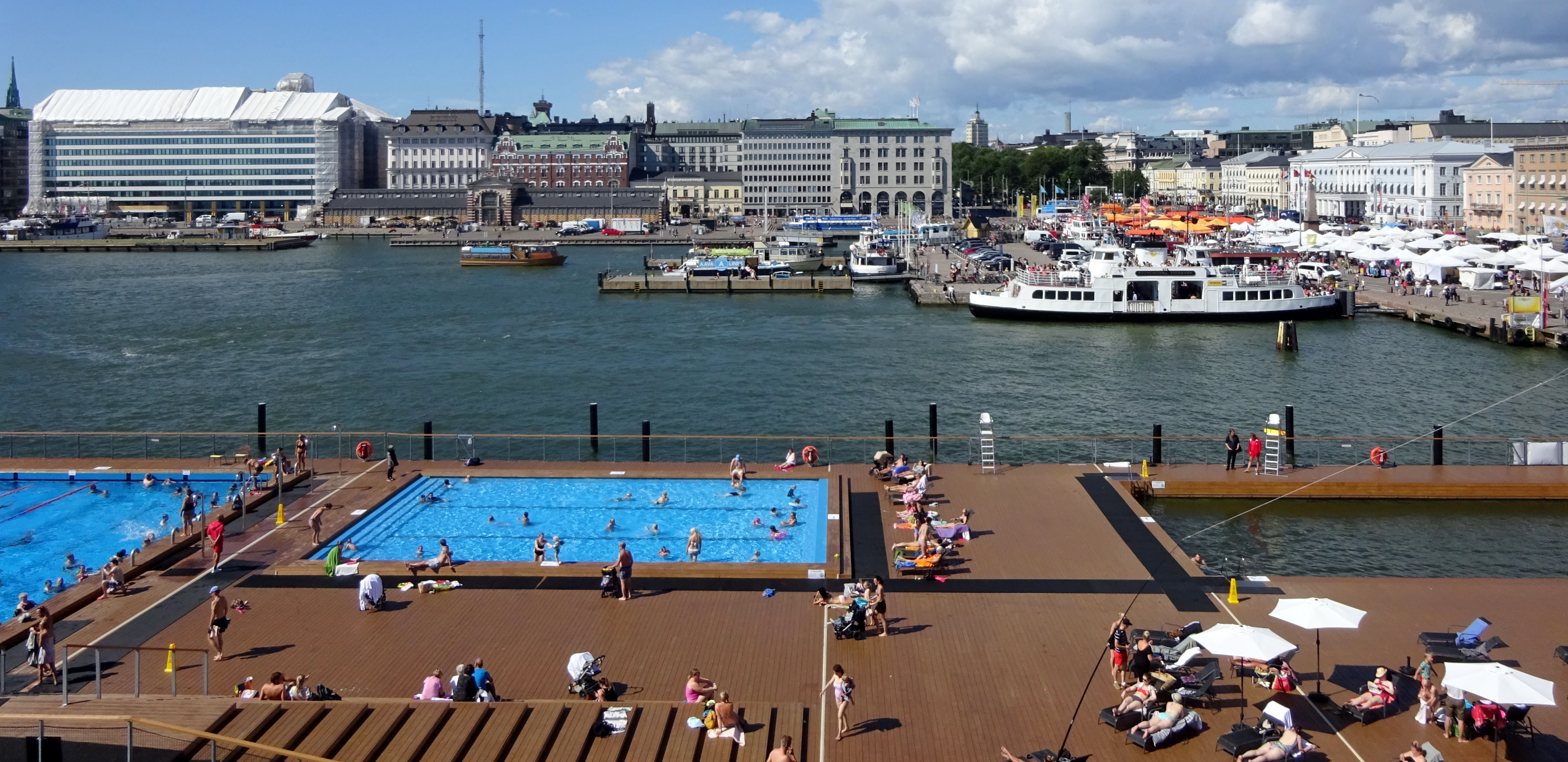
Allas Sea Pool, i fonden Kolerabassängen, Södra kajen, Gamla Saluhallen, Esplanadparken och Salutorget.
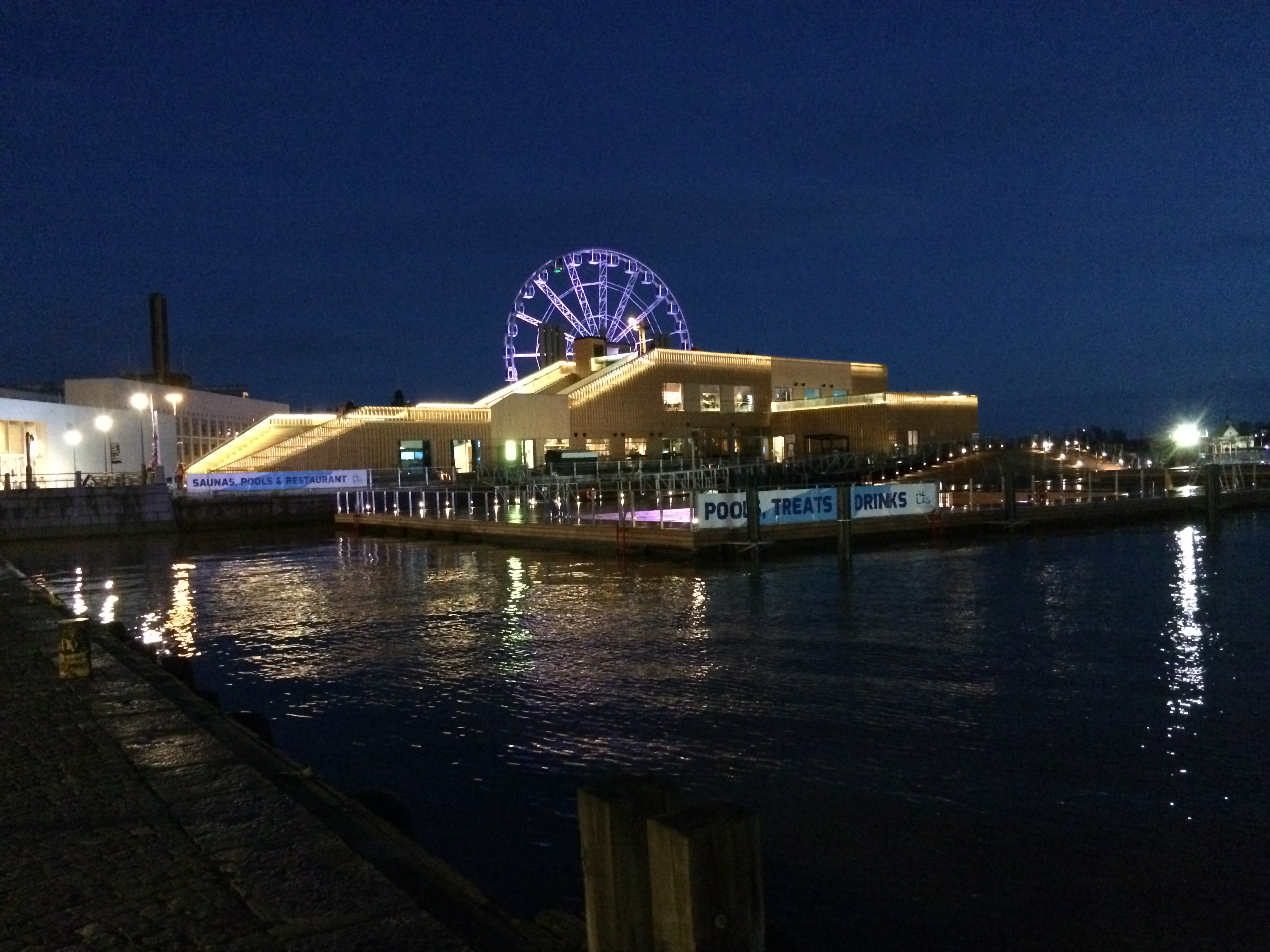
Allas Sea Pool, en sen eftermiddag i november 2017.